# Piavei csata (1809)
A piavei csata 1809. május 8–9. között zajlott le az Eugène de Beauharnais herceg, tábornagy, Itália alkirálya, Napóleon fogadott fia által vezetett francia–itáliai és a Habsburg–Lotaringiai János főherceg által vezetett osztrák seregek között Északkelet-Itáliában, a Piave folyó mellett.

## A csata lefolyása
A csatában a túlerőben lévő francia–itáliai erők (39 000 főnyi gyalogság, 5800 főnyi lovasság, 84 ágyú) győztek. A franciák 2000 halott vagy sebesültet vesztettek, az osztrákok vesztesége 400 halott, 700 sebesült, 1700 hadifogoly, 15 ágyú, 30 hadszállító kocsi.

## Magyar részvétel a csatában
A csatában a 19., 52., 61. és 62. gyalogezredek, valamint a 2., 5. és 9. huszárezredek is részt vettek. A 61. gyalogezred egyik osztálya jóval nagyobb ellenséges lovasságot támadott meg és vert szét. Kitűnt a 2. huszárezred a túlerőben lévő francia lovasság ellen intézett sikeres rohamaival.

## Fordítás
- Ez a szócikk részben vagy egészben  a   Battle of Piave River (1809) című angol Wikipédia-szócikk fordításán alapul.  Az eredeti cikk szerkesztőit annak laptörténete sorolja fel. Ez a jelzés csupán a megfogalmazás eredetét és a szerzői jogokat jelzi, nem szolgál a cikkben szereplő információk forrásmegjelöléseként.